# Shen Xue
Pour les articles homonymes, voir Shen.
Dans ce nom, le nom de famille, Shen, précède le nom personnel.
Shen Xue (chinois : 申雪 ; pinyin : Shēn Xǔe), née le 13 novembre 1978 à Harbin, est une patineuse artistique chinoise. Son partenaire en couple est Hongbo Zhao avec lequel elle patine depuis 1992. Avec Hongbo Zhao, elle a remporté trois titres de champions du monde, six Finales du Grand Prix, une médaille d'or et deux médailles de bronze aux Jeux olympiques. Shen et Zhao sont également le premier couple chinois à devenir champion du monde et à remporter une médaille olympique en patinage artistique.

## Biographie

### Carrière sportive
Xue Shen a commencé à patiner en simple. En 1992, elle fait équipe avec Hongbo Zhao lorsque la précédente partenaire de celui-ci quitte la compétition.
À leurs premiers Jeux olympiques en 1998, ils  terminent à la 5e place. Un an plus tard, après avoir amélioré la chorégraphie et les qualités expressives de leurs programmes, ils participent aux championnats du monde et remportent la médaille d'argent. Ils sont le premier couple chinois à remporter une médaille aux championnats du monde.
Shen et Zhao ne cessent de s'améliorer et sont rapidement considérés comme une des meilleures équipes au monde. Ils remportent à nouveau l'argent en 2000 et le bronze en 2001. Ils sont considérés comme de sérieux prétendants pour une médaille aux Jeux olympiques de 2002. Dans le programme libre, ils réalisent une performance solide, mais ratent leur tentative de quadruple Salchow lancé. Terminant à la troisième place, ils deviennent le premier couple chinois à gagner une médaille olympique en patinage artistique.
Ils remportent leur premier titre de champions du monde en 2002. Victoire qu'ils obtiennent à nouveau en 2003, bien que Shen se soit blessée sérieusement à la cheville et au pied lors d'une tentative de quadruple Salchow lancé qui a mal tourné. En 2004, leur tentative de remporter une troisième titre consécutif s'envole lorsque Hongbo tombe durant leur programme court. Ils reviennent en force lors du programme libre, remportant même cette partie de la compétition et terminent deuxièmes derrière Tatiana Totmianina et Maksim Marinin.
Présents aux 2005, ils doivent abandonner lorsque Hongbo se blesse au tendon d'Achille. Quelques semaines plus tard, ce tendon se déchire durant l'entraînement. Shen et Zhao manquent alors presque la totalité de la saison 2005/2006. Ils retournent à l'entraînement quelques semaines avant les Jeux olympiques de 2006. Malgré un manque de préparation, ils remportent leur deuxième médaille de bronze.
La saison 2006/2007 est très satisfaisante pour le couple. Ils remportent la Finale du Grand Prix ISU, les Jeux panasiatiques d'hiver, le Quatre Continents et les championnats du monde. Après leur programme libre, Hongbo Zhao s'agenouille sur la glace pour demander Xue Shen en mariage. Toutefois, le geste est mal compris par Shen qui s'agenouille également sur la glace. Le 21 mars 2007, le couple annonce son intention de se retirer de la compétition et de se marier. Shen et Zhao se sont mariés à Beijing le 28 mai 2007.
Les années qui suivent, ils participent à la tournée « Stars on Ice » aux États-Unis et au Canada.
Le 30 mai 2009, le couple obtient des invitations à la Coupe de Chine et à Skate America pour le Grand Prix 2009/2010, annonçant ainsi leur retour à la compétition amateurs depuis les championnats du monde 2007. Malgré ce qui avait été dit par le passé, ils n'avaient jamais exclu un retour à la compétition en vue de remporter l'or aux Jeux olympiques de 2010.
Le 14 février 2010 ils remportent l'épreuve du programme court lors des Jeux olympiques de 2010 à Vancouver. Le lendemain ils ne prennent que la deuxième place du programme libre entaché d'une erreur sur un porté. Malgré tout ils remportent la compétition avec plus de 3 points d'avance sur leurs compatriotes Pang Qing et Tong Jian. Lors de ce concours ils battent leurs records personnels en court, libre et au total des deux épreuves. Ils deviennent ainsi les premiers champions olympiques chinois de patinage artistique.
Le 3 septembre 2013，Leur fille est née.

## Palmarès
Avec son partenaire Hongbo Zhao
| Compétition/Saison                  | 1994    | 1995    | 1996    | 1997    | 1998    | 1999    | 2000    | 2001    | 2002    | 2003    | 2004    | 2005    | 2006    | 2007    | 2008    | 2009    | 2010    |
| Jeux olympiques d'hiver             |         |         |         |         | 5e      |         |         |         | 3e      |         |         |         | 3e      |         |         |         | 1re     |
| Championnats du monde               | 21e     |         | 15e     | 11e     | 4e      | 2e      | 2e      | 3e      | 1re     | 1re     | 2e      | A       | F       | 1re     |         |         |         |
| Quatre continents                   | -       | -       | -       | -       | -       | 1re     | F       | 2e      | F       | 1re     | F       | F       | F       | 1re     |         |         | F       |
| Championnats de la Chine            | 1re     | 2e      | 1re     | 1re     | 1re     | 1re     | F       | 1re     | 1re     | F       | F       | F       | F       | F       | F       | F       | F       |
|                                     |         |         |         |         |         |         |         |         |         |         |         |         |         |         |         |         |         |
| Grand Prix ISU                      | 1993/94 | 1994/95 | 1995/96 | 1996/97 | 1997/98 | 1998/99 | 1999/00 | 2000/01 | 2001/02 | 2002/03 | 2003/04 | 2004/05 | 2005/06 | 2006/07 | 2007/08 | 2008/09 | 2009/10 |
| Finale du Grand Prix                |         |         |         |         | 4e      | 1re     | 1re     | 3e      | 3e      | 2e      | 1re     | 1re     |         | 1re     |         |         | 1re     |
| Skate America                       |         |         |         |         |         |         |         | 2e      |         |         |         |         |         |         |         |         | 1re     |
| Skate Canada                        |         |         |         |         |         | 1er     |         |         |         |         | 2e      | 1re     |         |         |         |         |         |
| Coupe d'Allemagne                   |         |         |         |         |         |         | 3e      |         | 1re     | 1re     |         |         |         |         |         |         |         |
| Coupe de Chine                      |         |         |         |         |         |         |         |         |         |         | 1re     | 1re     |         | 1re     |         |         | 1re     |
| Trophée de France                   |         |         |         | 5e      | 3e      |         |         |         |         |         |         | 1re     |         |         |         |         |         |
| Coupe de Russie                     |         |         |         |         |         | 2e      | 2e      | 2e      |         | 1re     |         |         |         |         |         |         |         |
| Trophée NHK                         | 6e      |         |         | 4e      | 1re     |         | 4e      | 1re     | 1re     | 1re     |         |         |         | 1re     |         |         |         |
| Légende : F = Forfait ; A = Abandon |         |         |         |         |         |         |         |         |         |         |         |         |         |         |         |         |         |

## Sources
- (en) Cet article est partiellement ou en totalité issu de l’article de Wikipédia en anglais intitulé « Shen Xue » (voir la liste des auteurs).